# Annona aurantiaca
Annona aurantiaca är en kirimojaväxtart som beskrevs av João Barbosa Rodrigues. Annona aurantiaca ingår i släktet annonor, och familjen kirimojaväxter. Inga underarter finns listade i Catalogue of Life.